# Фаркашова, Генриета
Генриета Фаркашова (словац. Henrieta Farkašová, род. 3 мая 1986, Рожнява) — словацкая паралимпийская горнолыжница, десятикратная чемпионка зимних Паралимпийских игр 2010, 2014, 2018 и 2022 годов.

## Биография
Инвалид по зрению, соревнуется в классе B3. Училась в Трнавском университете и университете Матея Бела на социолога. Увлекается катанием на роликах. Личный девиз — «Невозможное возможно».
В активе Генриеты девять золотых медалей: три выиграны в 2010 году (гигантский слалом, суперкомбинация и супергигант), две — в 2014 году (скоростной спуск и гигантский слалом), четыре — в 2018 году (скоростной спуск, супергигант, суперкомбинация и гигантский слалом). Также в её активе серебряные медали 2010 (скоростной спуск) и 2018 годов (слалом) и бронзовая медаль 2014 года (слалом). Лидер — Наталия Шубртова.